# Curaeus curaeus

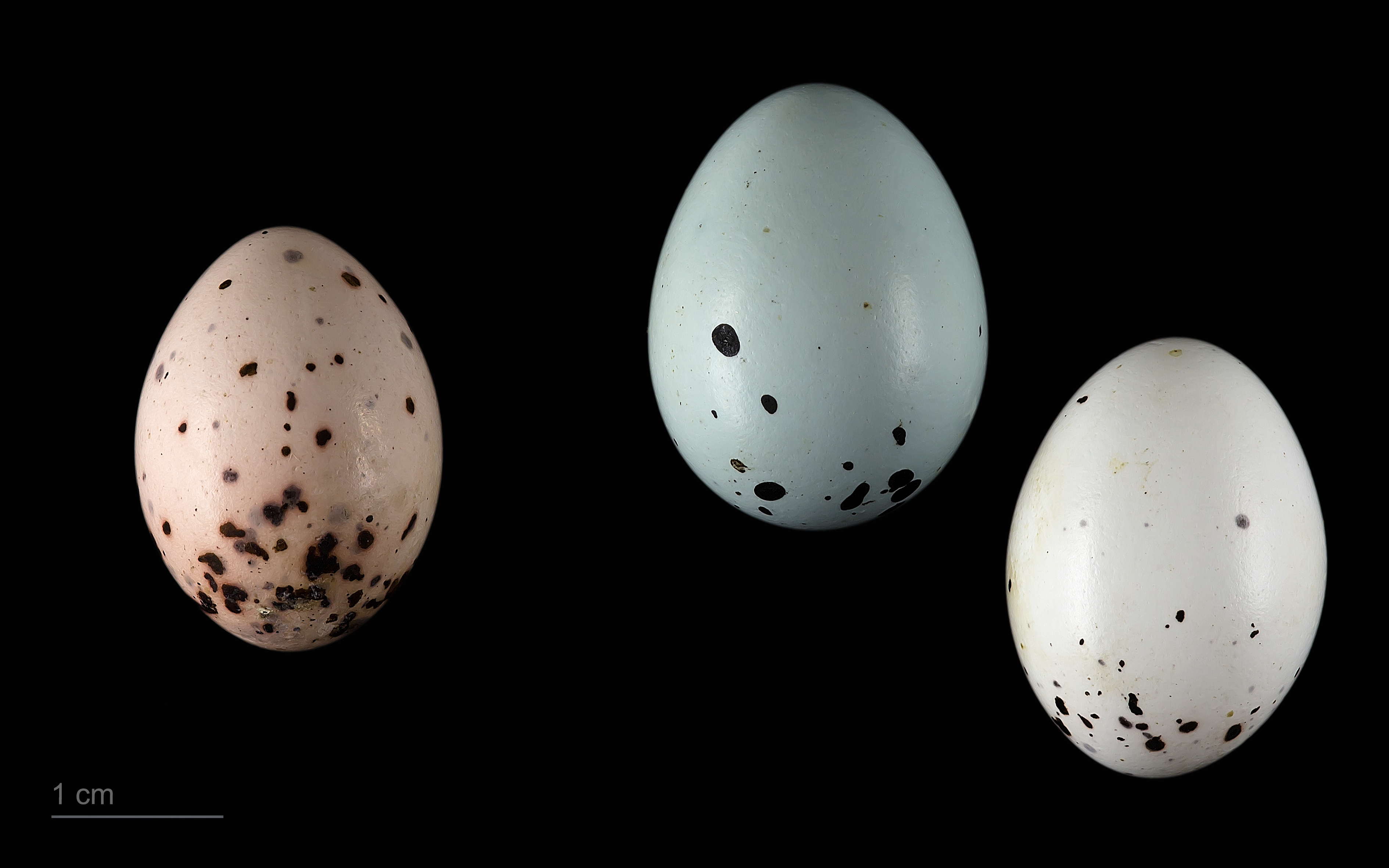
Molothrus bonariensis + Curaeus curaeus

Curaeus curaeus là một loài chim trong họ Icteridae.